# Virginia Weidler
Virginia Weidler (Eagle Rock, cerca de Los Ángeles, 21 de marzo de 1927 - Los Ángeles, 1 de julio de 1968) fue una actriz infantil y juvenil estadounidense, popular en Hollywood durante los años 30 y 40.

## Carrera y vida personal
Hizo su aparición en el cine por primera vez en 1933. En los siguientes años participó en papeles de menor importancia para RKO y para Paramount Pictures. Cuando Paramount no renovó su contrato, firmó con MGM en 1938.
Su primera película para MGM fue con su principal estrella, Mickey Rooney, en El amor es un dolor de cabeza (1938). La película fue un éxito, y a partir de entonces Weidler sería empleada en papeles más importantes. 

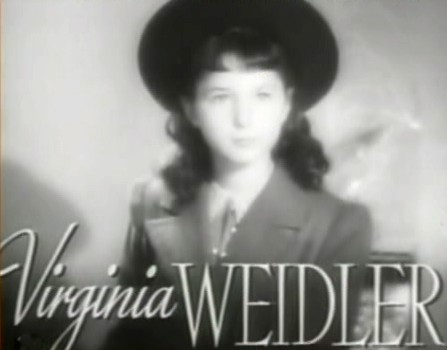
Imagen del reclamo de la película Mujeres (The Women, 1939).

En 1939, representó un papel muy sentimental: el de hija del personaje interpretado por Norma Shearer en el trabajo de George Cukor Mujeres.
Su mayor éxito fue en Historias de Filadelfia (1940), en la que interpretaba a Dinah Lord, la hermana más joven e ingeniosa de Tracy Lord (papel que interpretaba Katharine Hepburn). Cuando ya llegó a la adolescencia, fue menos popular entre las audiencias. Tras una serie de desilusiones de taquilla, su carrera cinematográfica concluyó en 1943 con su trabajo en la película Best Foot Forward.
En su retiro a la edad de 17 años, Weidler había aparecido en más de 40 películas y había actuado con algunas de las más grandes estrellas de la época: con Clark Gable y Myrna Loy en Sucedió en China (1938), con Bette Davis en El cielo y tú (1940) y con Judy Garland en Chicos de Broadway (1941).
El hermano mayor de Virginia Weidler, George, estuvo casado con Doris Day desde marzo de 1946 hasta mayo de 1949.
Virginia Weidler se casó con Lionel Krisel el 27 de marzo de 1947. Tuvieron dos hijos: Ronnie y Gary. 
Weidler se negó a ser entrevistada el resto de su vida, viviendo en privado. Estuvo casada con Krisel hasta su muerte el 1 de julio de 1968, cuando sufrió un ataque al corazón y murió en su casa de Los Ángeles a los 41 años de edad.

## Películas

### Sin acreditar
- Surrender (1931), de William K. Howard, con Warner Baxter, Leila Hyams, Ralph Bellamy, Aubrey Smith y Alexander Kirkland. Es una película ambientada en la Primera Guerra Mundial y basada en la novela Axelle, del escritor francés Pierre Benoît.

- After Tonight (1933), de George Archainbaud, con Constance Bennett y Gilbert Roland. Virginia Weidler representaba el papel de sobrina de la protagonista.

- Long Lost Father (1934), de Ernest B. Schoedsack, con John Barrymore y Helen Chandler. Es una película basada en una novela de Gladys Bronwyn Stern. Virginia Weidler representaba el papel de una niña en un muelle de embarque.

- Stamboul Quest (1934), de Sam Wood, con Myrna Loy y George Brent. Es una película de espionaje ambientada en la Primera Guerra Mundial.

### Con acreditación en general
- Mrs. Wiggs of the Cabbage Patch (1934), de Norman Taurog, con Pauline Lord, W. C. Fields y ZaSu Pitts. Es una comedia basada en una obra de teatro de Anne C. Flexner, basada a su vez en una novela de 1901 de Alice Hegan Rice. Virginia Weidler representaba el papel de Europena Wiggs, una de los hijos de la protagonista.

- Princesita (Laddie, 1935), de George Stevens, con John Beal y Gloria Stuart. Es una película basada en la novela de 1913 de la escritora Gene Stratton-Porter. Virginia Weidler representaba el papel de la "hermanita" (Little Sister) de la protagonista.

- Freckles (1935), de William Hamilton y Edward Killy, con Tom Brown y Carol Montgomery Stone. Es una película basada en la novela de 1914 de la escritora Gene Stratton-Porter. Virginia Weidler representaba el papel de Laurie Lou Duncan.

- The Big Broadcast of 1936 (1935), comedia musical de Norman Taurog, segunda del ciclo Big Broadcast inaugurado con la titulada simplemente The Big Broadcast (1932). La película de 1936 contaba con un amplio plantel de estrellas, entre las que figuraban Jack Oakie, Bing Crosby, George Burns, Gracie Allen, Ethel Merman, Lyda Roberti, Wendy Barrie, Mary Boland, Charles Ruggles, Akim Tamiroff, Carlos Gardel, Dorothy Dandridge como parte del trío Dandridge Sisters, Ray Noble y Glenn Miller como parte de la orquesta del anterior. Virginia Weidler representaba el papel de la niña del hospital.

- Sueño de amor eterno (Peter Ibbetson, 1935), de Henry Hathaway. Virginia Weidler representaba el papel de la protagonista de niña.

- Timothy's Quest (1936), de Charles Barton, con Dickie Moore, Sally Martin, Eleanore Whitney y Tom Keene. La película está basada en una obra de la escritora Kate Douglas Wiggin, que trata de un niño y una niña, huérfanos y hermanos, que son enviados a una granja regentada por una mujer a la que no le gustan los niños. Virginia Weidler representaba el papel de Samantha Tarbox.

- El club de los suicidas (Trouble for Two, 1936), de Jacob Walter Ruben, con Robert Montgomery y Rosalind Russell. La película es una adaptación del ciclo de cuentos El club de los suicidas, de Robert Louis Stevenson. David Holt y Virginia Weidler representaban los papeles de los protagonistas, Florizel y la señorita Vandeleur, de pequeños, pero las secuencias en las que aparecían fueron eliminadas del montaje final.

- Girl of the Ozarks (1936), de William Shea, con Henrietta Crosman y Leif Erickson. Virginia Weidler representaba en esta película el papel principal: el de una niña pobre que vive en una comunidad de los Ozarks y es maltratada por la maestra y por otros adultos.

- The Big Broadcast of 1937 (1936), de Mitchell Leisen, con Jack Benny, George Burns, Gracie Allen, Bob Burns, Martha Raye, Shirley Ross, Ray Milland, Benny Fields, Frank Forest y la orquesta de Benny Goodman, en la que destaca el papel del baterista Gene Krupa; también aparece Jack Mulhall, aunque sin acreditar. Esta película es otra comedia musical: la tercera del ciclo Big Broadcast.

- La muchacha de Salem (Maid of Salem, 1937), de Frank Lloyd, con Claudette Colbert y Fred MacMurray. La película cuenta la historia de una muchacha del Salem de 1692, cuando los juicios por brujería, que tiene un romance con un aventurero que después la salva tras haber sido condenada.

- The Outcasts of Poker Flat (1937), de Christy Cabanne, con Preston Foster y Jean Muir. La película trata de las relaciones entre cuatro sospechosos de haber matado a gente de una comunidad minera y que por esa razón han sido expulsados de ella.

- * Almas en el mar (Souls at sea) (1937), de Henry Hathaway, con Gary Cooper y George Raft. La película, que trata sobre el tráfico de esclavos al poco tiempo de su abolición oficial y sobre la supervivencia en un bote de algunas personas que viajaban en un barco, se basa en parte en el hundimiento por colisión con un iceberg de la nave William Brown en 1841, aunque en esta ficción cinematográfica se trata de un incendio causado involuntariamente por una niña.

- El amor es un dolor de cabeza (Love Is a Headache, 1938), de Richard Thorpe, con Gladys George, Franchot Tone, Ted Healy y Mickey Rooney.

- Scandal Street (1938), de James Patrick Hogan, con Lew Ayres y Louise Campbell.

- Men with Wings (1938), de William A. Wellman, con Fred MacMurray, Ray Milland y Louise Campbell. Virginia Weidler interpreta el mismo papel que Louise Campbell, representando el personaje en su infancia.

- Mother Carey's Chickens (1938), de Rowland Vance Lee, con Anne Shirley y Ruby Keeler. La película, que trata sobre la vida de una familia que ha perdido al padre y se ve obligada a vivir en casas cada vez más pequeñas, es una adaptación de la obra de teatro de 1917 de Kate Douglas Wiggin y Rachel Crothers, pieza que a su vez es una dramatización de la novela de 1911 de la propia Wiggin. Katharine Hepburn había rechazado el papel principal, y había abandonado la compañía RKO para no verse obligada a participar.

- Sucedió en China (Too Hot to Handle, 1938), de Jack Conway, con Clark Gable, Myrna Loy y Walter Pidgeon. La película, que cuenta con gags de un inacreditado Buster Keaton, está ambientada en la segunda guerra sino-japonesa, y trata de dos reporteros sin escrúpulos que compiten entre ellos y una aviadora que ayuda en principio a uno de los dos a recrear imágenes que presentará como genuinas. A Virginia Weidler le correspondió el papel de sobrina de la aviadora.

- Out West with the Hardys (1938), de George Brackett Seitz, con Mickey Rooney, Lewis Stone, Fay Holden, Cecilia Parker y Ann Rutherford. Un juez viaja a un rancho de Arizona para ayudar a una amiga en una cuestión legal, y se presenta con toda la familia.

- The Great Man Votes (1939), de Garson Kanin, con John Barrymore, Peter Holden y Katharine Alexander. La película está basada en un cuento de Gordon Malherbe Hillman que se publicó en noviembre de 1931 en la American Magazine, y trata de un profesor viudo y dado a la botella cuyo voto es decisivo en una elección municipal al ser el único registrado en una circunscripción clave; los dos partidos intentan forzar su voto, y los familiares intentan alejar a los niños. Virginia Weidler representaba el papel de hija del profesor. La película del 2008 El último voto (Swing Vote) tiene un planteamiento parecido.

- The Lone Wolf Spy Hunt (1939), de Peter Godfrey, con Warren William, Ida Lupino y Rita Hayworth. Un grupo de espías de pacotilla intenta hacerse con los planos de un cañón antiaéreo, y el cabecilla echa el anzuelo a su eterno antagonista para que les facilite el acceso al lugar donde se guardan.

- Fixer Dugan (1939), de Lew Landers, con Lee Tracy. La película es una adaptación de la obra de teatro What's a Fixer for?, de Henry Codman Potter. Virginia Weidler representaba el papel de la hija de una trapecista que sufre un accidente mortal durante una actuación. El circo rival consigue que la internen en un orfanato, y el director del circo en el que trabajaba la madre intentará rescatarla y vengarla.

- The Rookie Cop (1939), de David Howard, con Tim Holt, que representaba el papel de un policía novato que intenta demostrar la inocencia de un amigo suyo acusado del robo en una peletería, y lo hará empleando un perro adiestrado para seguir el rastro, práctica que rechaza el comisario, que no confía en la eficacia de tal procedimiento.

- Outside These Walls (1939), de Ray McCarey, con Michael Whalen y Dolores Costello. Un condenado por desfalco empieza a dirigir el periódico de la cárcel. Tras cumplir la condena, dirigirá otro periódico dedicado a combatir la corrupción, y se encontrará con los obstáculos que podían esperarse. El papel de su hija era interpretado por Virginia Weidler.

- Mujeres (The Women, 1939), de George Cukor.

- Niña revoltosa (The Under-Pup, 1939), de Richard Wallace, con la soprano Gloria Jean, Robert Cummings, Nan Grey, Aubrey Smith, Beulah Bondi y Margaret Lindsay. La película, un musical, es una adaptación de Grover Jones de una historia de la escritora australiana Ida Alexa Ross Wylie. Trata sobre una chica de clase baja que es enviada a un campamento de verano de gente rica.

- Bad Little Angel (1939), de Wilhelm Thiele, con Gene Reynolds. Virginia Weidler interpretaba el papel principal: el de una niña que se escapa de un orfanato.

- Henry Goes Arizona (1939), de Edwin L. Marin. Es una película del oeste en la que Frank Morgan interpretaba el papel de un actor que hereda el rancho de su hermano asesinado.

- El joven Edison (Young Tom Edison, 1940), de Norman Taurog, con Mickey Rooney y Fay Bainter. Es una película biográfica sobre la infancia del inventor Thomas Alva Edison en la que Virginia Weidler interpretaba el papel de una de sus hermanas: Tannie.

- El cielo y tú (All This, and Heaven Too, 1940), de Anatole Litvak, con Bette Davis, Charles Boyer, Barbara O'Neil y Jeffrey Lynn. Una francesa comienza a impartir clases en los Estados Unidos en un colegio de señoritas. Las alumnas están al tanto de algunos cotilleos sobre ella, por lo que la profesora decide contarles la historia que dio lugar a los rumores: tiempo atrás, fue la institutriz de los cuatro hijos del Duque de Praslin, no muy felizmente casado. En esta película, Virginia Weidler interpretaba el papel de una de los cuatro hijos del duque.

- Gold Rush Maisie (1940), de Edwin L. Marin, con Ann Sothern y Lee Bowman. La película trata sobre la busca de oro en un despoblado.

- Historias de Filadelfia (The Philadelphia Story, 1940), de George Cukor.

- Keeping Company (1940), de S. Sylvan Simon, con Frank Morgan, Ann Rutherford, Irene Rich, Gloria DeHaven, John Shelton, Gene Lockhart, Virginia Grey y Dan Dailey. La película trata sobre un agente inmobiliario y su familia, en la que cada una de las tres hijas tiene sus propios problemas. Virginia Weidler interpretaba el papel de una de las hijas.

- Barnacle Bill (1941), de Richard Thorpe, con Wallace Beery, Marjorie Main, Leo Carrillo, Donald Meek y Barton MacLane.

- I'll Wait for You (1941), de Robert B. Sinclair, con Robert Sterling, Marsha Hunt, Paul Kelly, Fay Holden y Henry Travers.

- Chicos de Broadway (Babes on Broadway, 1941), de Busby Berkeley y Vincente Minnelli; este último, sin acreditar, se ocupa de los números principales de Judy Garland, que comparte la actuación estelar con Mickey Rooney. La película es la tercera de la serie Backyard Musical, que trata sobre muchachos que organizan espectáculos musicales. La primera de la serie fue Los hijos de la farándula (Babes in Arms, 1939); la segunda, Armonías de juventud (Strike Up the Band, 1940), con la orquesta de Paul Whiteman. Las tres cuentan con la misma pareja en los papeles principales.

- Born to Sing (1942), de Edward Ludwig, con Ray McDonald y Leo Gorcey. Un empresario de espectáculos emplea canciones ajenas. Unos muchachos evitan el suicidio del autor, conocen su historia de labios de la hija y después van a ver al empresario para recuperar los derechos. El empresario les entrega un talón, que aceptan, lo que le servirá para acusarlos de extorsión. Yendo en el mismo coche de presos que un gánster, consiguen escapar al ser liberado él por su banda. Junto con la hija del autor, encuentran un local que acomodan como teatro, lo acondicionan y comienzan a ensayar para representar allí mismo un espectáculo con las canciones en cuestión.

- This Time for Keeps (1942), de Charles Reisner, con Ann Rutherford, Robert Sterling, Guy Kibbee e Irene Rich. En la emisión por televisión en los Estados Unidos, la película se llamó Over the Waves.

- The Affairs of Martha (1942), de Jules Dassin, con Marsha Hunt, Richard Carlson y Marjorie Main. Una empleada de servicio doméstico y su galán, de clase acomodada, se casan por impulso. Él se va de viaje tras pedirle el divorcio, que ella rechaza; después, la chica comenzará a recibir lecciones para cultivarse y parecer más atractiva al marido huido. Escribirá además un libro sobre la vida de las empleadas de servicio que causará mucho revuelo. Es una comedia romántica en la que Virginia Weidler interpretaba el papel de una hermana del galán.

- The Youngest Profession (1943), de Edward Buzzell, con Edward Arnold y John Carroll. Virginia Weidler representa en esta película el papel principal: el de una chica cazadora de autógrafos que a la vez intenta arreglar el matrimonio de sus padres contratando al forzudo de un espectáculo circense para que se fije en la madre.

- Best Foot Forward (1943), de Edward Buzzell, con Lucille Ball y William Gaxton. Lucille Ball hace de sí misma en esta película. Su personaje recibe de un cadete militar una invitación para un baile en la academia. Aconsejada por su agente, Lucille acepta, pero la novia del cadete, papel interpretado por Virginia Weidler, se presenta en la fiesta.